# Keynsham
Keynsham – miasto w Wielkiej Brytanii. w Anglii w hrabstwie Somerset, na terenie Bath and North East Somerset. Miasto położone jest między Bristolem a Bath, u zbiegu rzek Avon i Chew. Populacja miasta wynosi 15333 mieszkańców. W mieście znajduje się wytwórnia czekolady Cadbury.

## Historia
Osadnictwo w tym miejscu sięga już czasów rzymskich - na terenie obecnego miasta znajdowało się kilka rzymskich willi. Wierzy się, że z Keynsham pochodziła święta kornwalijska Keyna z V wieku. Miasto było wymienione w Domesday Book z roku 1086 pod nazwą Cainesham. W średniowieczu i czasach nowożytnych w mieście wytapiano brąz, miasto było również ośrodkiem handlowym. Niekorzystne położenie w dolinie spowodowało, że miasto było trapione przez powodzie, w tym wielką powódź w roku 1968.